# Giant Steps (Album)
Giant Steps ist ein Jazz-Album des Saxophonisten John Coltrane, das 1959 eingespielt und im Januar 1960 von Atlantic Records veröffentlicht wurde. Produzent des Albums war Nesuhi Ertegün, Tonmeister Tom Dowd. Giant Steps erschien sowohl als Mono- als auch als Stereo-Version.

## Das Album
Das vor allem am 4. und 5. Mai 1959 aufgenommene Album war Coltranes erste Veröffentlichung für das Plattenlabel Atlantic Records.
Giant Steps gilt als die wichtigste Platte aus der Atlantic-Phase von 1959 bis 1961. „Mit diesem Album erreichte Coltrane das, was in Ansätzen bereits vorher bemerkbar war: eine außergewöhnliche formale Geschlossenheit, wie auch eine teilweise ungewöhnliche harmonische Komplexität des Dargebotenen“, schreiben Filtgen und Außerbauer in ihrer Coltrane-Biographie.
Insbesondere das Titelstück und der Titel Countdown demonstrieren das neue harmonische Konzept: Im Gegensatz zu den „Sheets of Sound“ der Prestige-Phase bewegt sich Coltrane Solo auf Giant Steps hauptsächlich in Achteln, wobei er das zu Grunde liegende Akkordmaterial präzise ausspielt. Viele Titel des Albums sind inzwischen zu Jazzstandards geworden, neben dem Titelstück Naima, die einzige Ballade der Platte, gewidmet seiner damaligen Frau, sowie Cousin Mary, ein zwölftaktiger Blues, der herausragend „Coltranes Fähigkeit als Komponist und Improvisateur von Bluesthemen zeigt“. Syeeda’s Song Flute spielte auf Coltranes Stieftochter an und ist vom Thema her kinderliedhaft. Im Blues Mr. P. C. – eine Widmung an Paul Chambers – vertritt Wynton Kelly Flanagan.
Die Aufnahme markierte auch einen neuen Qualitätssprung für den Saxophonisten; erstmals konnte er sämtlich Eigenkompositionen in einem Rahmen aufnehmen, der einen neuen Standard in der Vorbereitung für solche Aufnahmen setzte. Giant Steps gilt heute als epochemachender Klassiker und Höhepunkt von Coltranes „klassischer“ Periode.

## DieGiant Steps-Sessions: Unterschiedliches Personal
Coltrane war für Giant Steps insgesamt vier oder fünf Tage im Studio: Zumindest Coltrane war mit den Ergebnissen der ersten Aufnahmesitzungen im März bzw. April 1959 nicht zufrieden, so dass weitere Studiotermine erforderlich wurden. Durch den Vertrag mit Atlantic abgesichert, konnte er dabei auch verschiedene Besetzungen ausprobieren. „Besonders die zwei Monate vor der letztendlich veröffentlichten Version entstandenen Varianten des Titelstücks dokumentieren die Formelhaftigkeit, mit der sich John Coltrane ... an die Ausarbeitung seiner irreführend ‚Sheets of Sound‘ genannten Skalenkaskaden machte. Sie zeigen aber auch, mit welcher Zielstrebigkeit der Tenorsaxophonist daran arbeitete, das Bestmögliche aus seinen Ideen zu machen.“ Die definitive Einspielung der Ballade Naima entstand erst im Dezember 1959 und wurde dem Masterband noch kurz vor der Veröffentlichung des Albums hinzugefügt.
4. Mai und 5. Mai 1959
(Aufnahme der Tracks 1–5 und 7; Alternative Takes 10–12, und dem zusätzlichen Alternative Take 15)
- John Coltrane – Tenorsaxophon
- Tommy Flanagan – Piano
- Paul Chambers – Kontrabass
- Art Taylor – Schlagzeug

2. Dezember 1959
(Aufnahme des Track 6)
- Wynton Kelly – Piano, statt Flanagan
- Jimmy Cobb – Schlagzeug, statt Taylor

1. April und 26. März 1959
(Aufnahme der Alternative Takes 8 und 9, und der zusätzlichen Alternative Takes 13 und 14)
- Cedar Walton – Piano statt Flanagan
- Lex Humphries – Schlagzeug, statt Taylor/Cobb

## Die Titel der Sessions
Alle Kompositionen stammen von John Coltrane.
Seite 1:
1. Giant Steps – 4:43
2. Cousin Mary  – 5:45
3. Countdown – 2:21
4. Spiral – 5:56

Seite 2:
1. Syeeda’s Song Flute – 7:00
2. Naima – 4:21
3. Mr. P.C. – 6:57

CD-Bonustracks (1998):
1. Giant Steps – 3:40 (Alternative Takes)[7]
2. Naima – 4:27
3. Cousin Mary – 5:54
4. Countdown – 4:33
5. Syeeda’s Song Flute – 7:02
6. Giant Steps – 3:32 (Weitere Alternative Takes)[8]
7. Naima – 3:37
8. Giant Steps – 5:00

## Editionsgeschichte und Titelgestaltung
Das Foto auf dem Cover, ein Porträt von Coltrane, wurde von Lee Friedlander aufgenommen.
Sieben Titel der Giant Steps-Session im Mai 1959 erschienen auf dem Atlantic-Album (Atlantic 1311). Die Alternate Takes der Mai-Session (Countdown, Syeeda’s Song Flute und Cousin Mary) sowie die Stücke der vorangegangenen Session vom 26. März (in der Besetzung Cedar Walton, Paul Chambers, Lex Humphries) erschienen im Januar 1975 auf der LP Alternate Takes (Atlantic 166B).

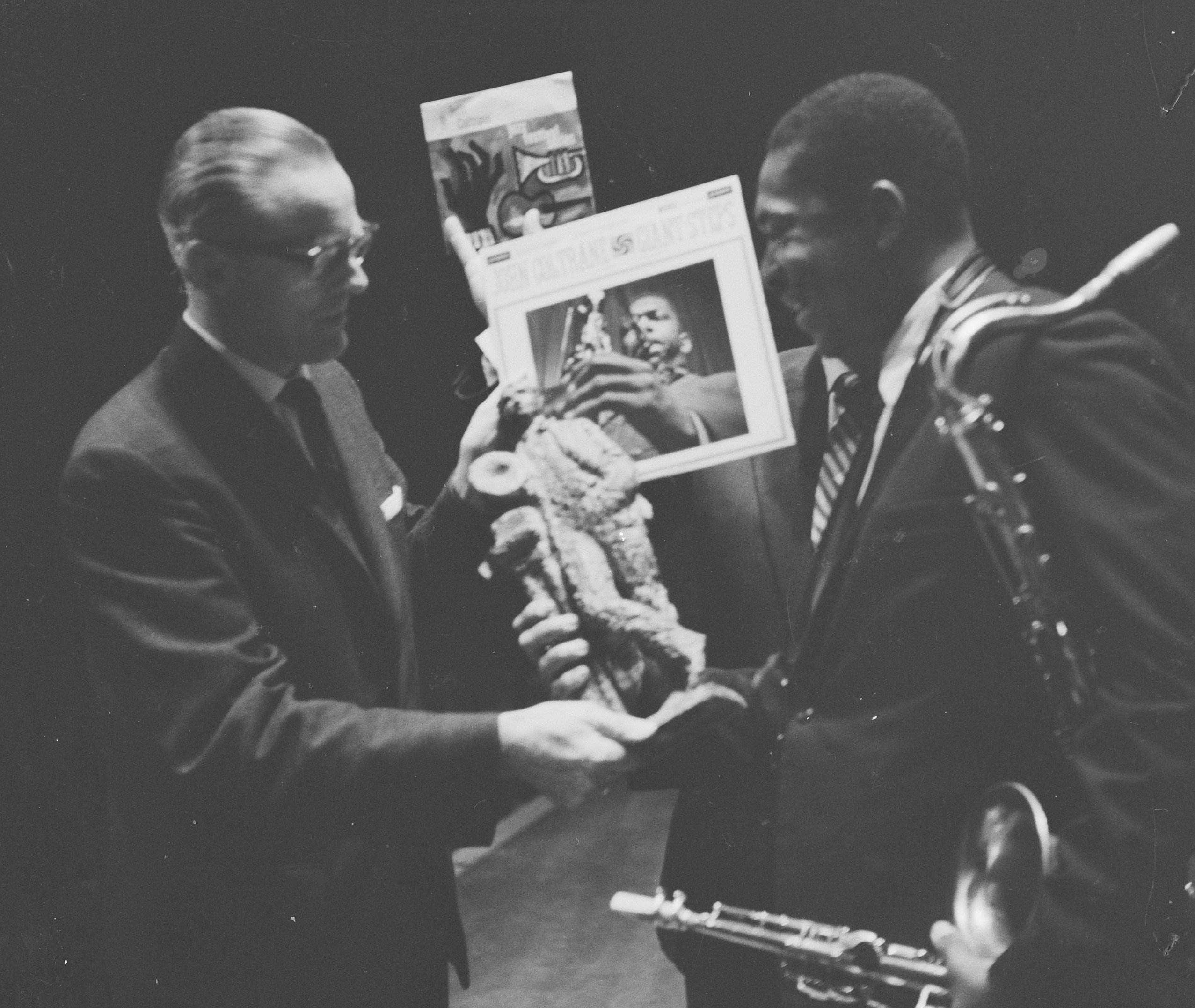
Für Giant Steps erhielt John Coltrane 1961 in Amsterdam einen Edison

Giant Steps wurde mehrfach als CD wiederveröffentlicht; ebenso als Deluxe Edition mit sämtlichen Alternate Takes. Die 7-CD-Kompilation The Heavyweight Champion: The Complete Atlantic Recordings enthält zudem sämtliche Outtakes bzw. False Starts der Giant Steps-Session.
- 1960: LP, Stereo und Mono (Atlantic Records)
- 1987: CD (Remastered; mit Alternative Takes 8–12) (Atlantic Records)
- 1987: Kompaktkassette  (Atlantic Records)
- 1994: Gold CD (mit Alternative Takes 8–12) (Mobile Fidelity Sound Lab)
- 1998: Deluxe Edition CD / „180 Gram Vinyl“ LP (nur auf CD: Alternative Takes 8–12 und 13–15) (Rhino Records)
- 2011: SACD (Mono; nur in Japan erschienen) (Atlantic Records)
- 2015: Download (High Resolution Audio) (Atlantic Records)

## Wirkungsgeschichte
Die Kritik reagierte bei der Erstveröffentlichung des Albums eher irritiert als begeistert. Immerhin schrieb Down Beat: „Diese LP kann man zu den wichtigen zählen.“. In den Niederlanden wurde das Album mit einem Edison ausgezeichnet.
Im Jahr 2003 erreichte Giant Steps Platz 102 in der Liste der 500 besten Alben aller Zeiten des amerikanischen Musikmagazins Rolling Stone.
Im darauf folgenden Jahr wurde das Album als eines von fünfzig Alben von der Library of Congress dem National Recording Registry beigefügt. Bereits 2001 wurde Giant Steps in die Grammy Hall of Fame aufgenommen.
Die Musikzeitschrift Jazzwise wählte das Album auf Platz 11 in der Liste The 100 Jazz Albums That Shook the World. Keith Shadwick schrieb:
„It’s pretty difficult to overestimate the influence this single album – or even more narrowly, its title track – has had on the development of jazz since its release: certainly the saxophone-bearing members of the world’s jazz community have found it an endlessly renewing font of inspiration. More recently, pianists have delved into re-arrangements of Coltrane’s elegant and distinctive compositions. The great man himself knew that this album was a culmination rather than a new beginning, but that probably accounts for its consummate artistry as much as any other reason: Coltrane was the most thorough of players.“.
Die deutschsprachige Ausgabe des Rolling Stone wählte das Album 2013 in der Auswahl der 100 besten Jazz-Alben auf Platz 15.
Pitchfork Media führt Giant Steps auf Platz 36 der 200 besten Alben der 1960er Jahre.